# Zé Marco
José Marco Nóbrega Ferreira de Melo, genannt Zé Marco (* 19. März 1971 in João Pessoa) ist ein ehemaliger brasilianischer Beachvolleyballspieler.

## Karriere
In den Jahren 1992 bis 1995 spielte Zé Marco seine ersten internationalen Turniere mit Dennys und Paulo Emilio. Anschließend bildete er ein festes Duo mit Emanuel Rego. Zé Marco und Emanuel etablierten sich mit mehreren Turniersiegen bei Open-Turnieren und der Weltserie sofort in der internationalen Elite. Beim olympischen Turnier 1996 mussten sie sich nach Niederlagen gegen die US-Amerikaner Dodd/Whitmarsh und die Portugiesen Maia/Brenha allerdings mit dem neunten Rang begnügen. Im folgenden Jahr schieden sie im Viertelfinale der Weltmeisterschaft in Los Angeles gegen das US-Duo Whitmarsh/Ceman aus.
1998 bildete Zé Marco ein neues Duo mit Ricardo Santos und konnte wieder mehrere Turniere gewinnen. Bei der WM in Marseille kamen Zé Marco und Ricardo jedoch nicht über Platz 17 hinaus. Erfolgreicher waren sie beim Olympiaturnier in Sydney; sie unterlagen erst im Endspiel den US-Amerikanern Blanton/Fonoimoana. 2001 spielte Zé Marco mit Pará. Bei der WM in Klagenfurt verlor er das Achtelfinale gegen seinen vorherigen Partner Ricardo und José Loiola in drei Sätzen und belegte den neunten Platz. Anschließend bestritten die beiden Brasilianer noch zwei Open Turniere. Nach dieser Saison beendete José Marco de Melo seine Karriere.